# Gaius Papirius Carbo Arvina
Gaius Papirius Carbo Arvina (- 82 v.Chr.) was een Romeins politicus uit het begin van de 1e eeuw v.Chr. Hij was de zoon van de Gaius Papirius Carbo en broer van Gnaius Papirius Carbo en een onwankelbaar vertegenwoordiger van de aristocratie.

## Leven
Gaius was in 94 v.Chr. mogelijk legatus van de proconsul Lucius Licinius Crassus in Gallia Cisalpina.
Carbo was tribunus plebis in 90 v.Chr. Hij was net zoals zijn vader een uitstekend redenaar.
In 89 v.Chr. zou hij als legatus een overwinning op de Lucani hebben behaald.
Hij was ten laatste in 83 v.Chr. praetor.
Hij werd in 82 v.Chr. door aanhangers van Marius gedood.

## Antieke bronnen
- Appianus, Bellum Civile I 88.
- Cicero, Brutus 89.305 (C. Carbo), 90.311, Orator 213 (C. Carbo C. f.), De Oratore III 10, Pro Archia 7.
- Valerius Maximus, Facta et dicta memorabilia IX 2 § 3 (Carbo Arvina).
- Velleius Paterculus, Historia Romana II 26.2.